# Kamisu (Ibaraki)
Kamisu (神栖市  Kamisu-shi?) es una ciudad  portuaria situada en la prefectura de Ibaraki, en Japón.
El 1 de diciembre de 2013, la ciudad tenía una población de 94.134 habitantes y una densidad poblacional de 639 personas por km². La superficie total es de 147,26 km².

## Creación de la ciudad
La ciudad de Kamisu se estableció el 1 de agosto de 2005, de la fusión de las poblaciones de Kamisu (神栖町 Kamisu-machi) y Hasaki ((波崎町 Hasaki-machi), ambas pertenecientes al Distrito de Kashima (鹿島郡 Kashima-gun), este distrito a su vez se disolvió el 11 de octubre de 2005.

## Geografía
La ciudad se encuentra a orillas del Océano Pacífico, y al costado suroeste de la ciudad, transcurre y desemboca el río Tone en el océano referido. También está ubicada a orillas del lago Sotonasakaura, el menor del grupo de los tres lagos del Kasumigaura. Por su territorio transcurre el brazo Hitachigawa que comunica al lago Sotonasakaura con el río Tone.
Su territorio limita al norte con las ciudades de Kashima e Itako, y al suroeste y sur con localidades de la Prefectura de Chiba: Katori, Tōnoshō y Chōshi. 

## Zona Industrial
La mayor área industrial portuaria de la Prefectura de Ibaraki se encuentra localizada en esta zona. Un gran puerto internacional de carga, el puerto de Kashima, se encuentra en esta zona industrial y este puerto abarca tanto la zona portuaria de la ciudad de Kamisu, como la de Kashima. 

## Transporte
Accediendo a la cercana vía férrea "Línea Kashima", en la ciudad de Kashima o en la ciudad de Itako, se conecta la ciudad de Kamisu, a través de "Línea Narita" y de "Línea Sōbu", con la Prefectura de Chiba y con la metrópoli de Tokio.
Al Aeropuerto Internacional de Narita en la cercana ciudad de Narita y a la metrópoli de Tokio, está unida también, entre otros, por la autopista "Higashi-Kantō Expressway", a la cual puede acceder por la entrada “Itako IC”.
También a un costado de la ciudad, pasando el río Tone, dispone de la Ruta Nacional 356, que corre paralela al río, y empalmando posteriormente con la Ruta Nacional 6, es otra manera de llegar a Tokio. La Ruta Nacional 51 está cercana y permite desplazarse paralelo al Océano Pacífico, al norte de la prefectura, teniendo acceso para llegar por ella a la capital de la prefectura, la ciudad de Mito.

## Galería de imágenes

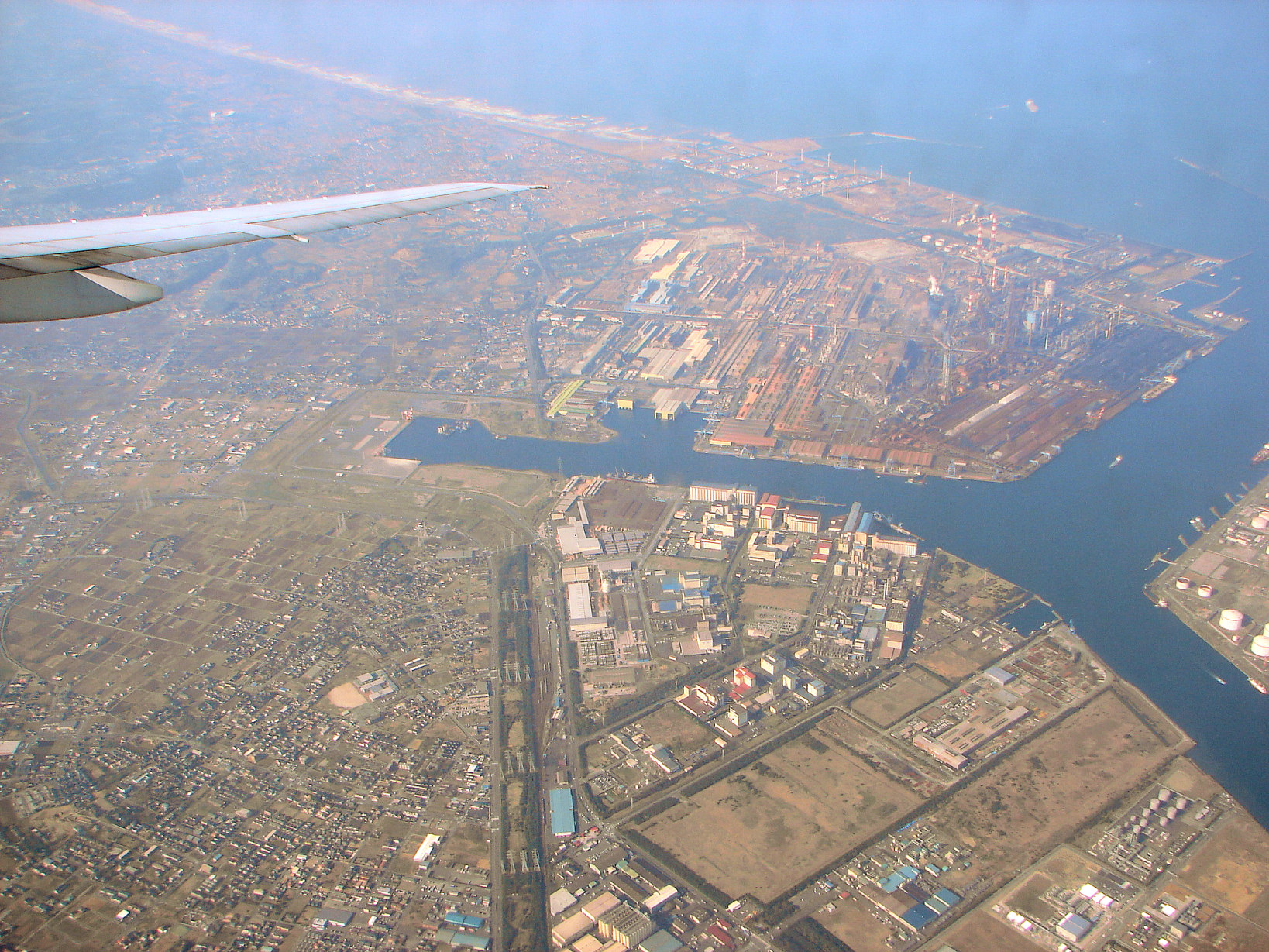
Puerto de Kashima, zona industrial y el puerto de Kamisu.
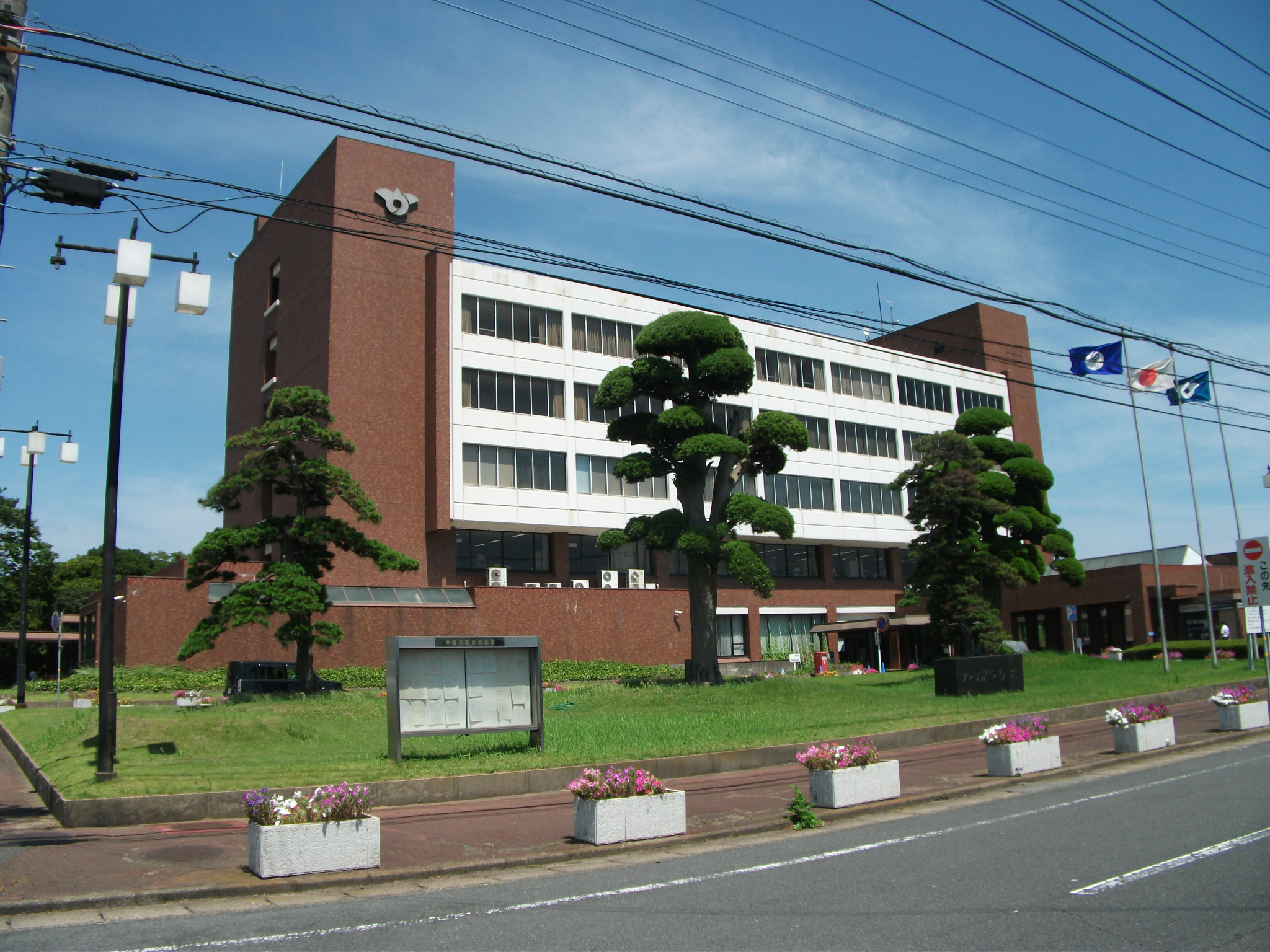
Ayuntamiento de Kamisu.
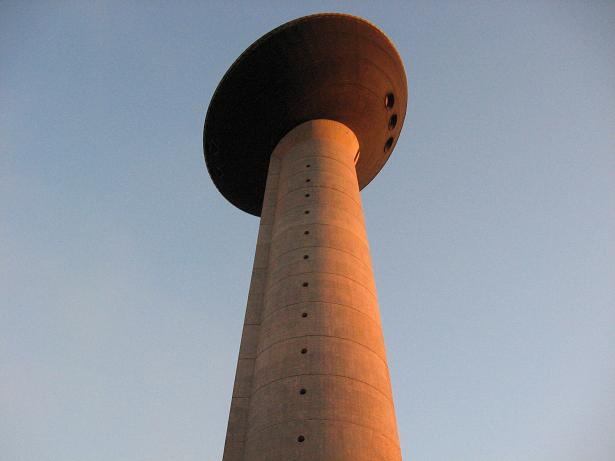
Parque del Puerto (港公園) de Kamisu.
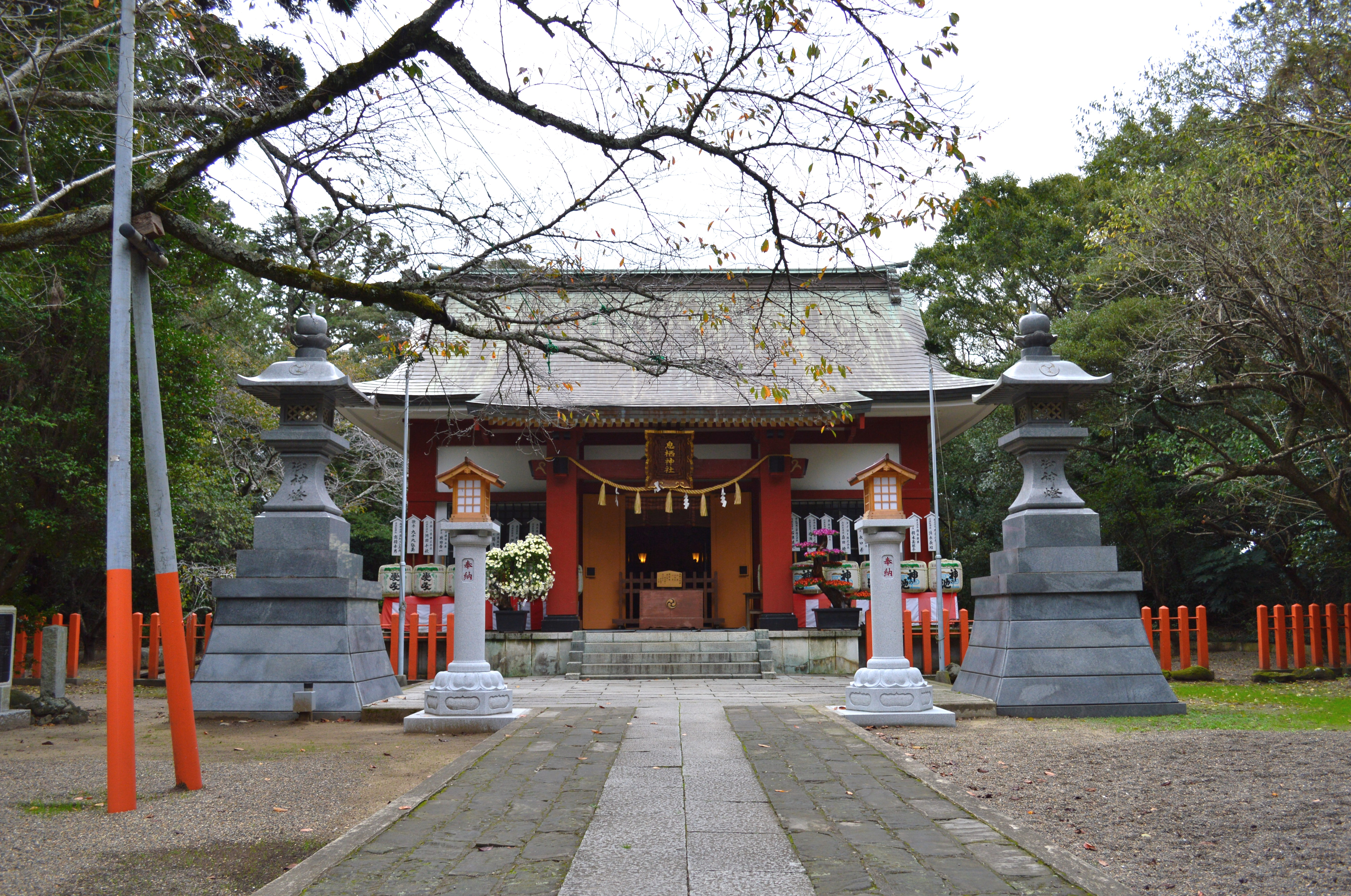
Santuario (Sintoísta) Ikisu en Kamisu.